# Glyptopetalum euphlebium
Glyptopetalum euphlebium là một loài thực vật có hoa trong họ Dây gối. Loài này được (Merr.) Merr. mô tả khoa học đầu tiên năm 1917.